# Молоді (фільм, 1961)
«Молоді» (англ. The Young Ones) — англійська комедія 1961 року.

## Сюжет
Нікі і його друзі дізнаються, що якщо вони не зможуть заплатити 1500 фунтів стерлінгів новому власнику їх молодіжного клубу, безжалісному магнату Гемілтону Блеку, то клуб знесуть, а на його місці буде побудовано новий офісний будинок. Щоб заробити кошти, яких бракує, Нікі записує пісню, яку його друзі потім транслюють через піратську радіостанцію, представляючи його як «Таємничого співака». План спрацював: публіка в захваті від цього анонімного серцеїда. Але Нікі зберігає ще більший секрет, яким він не може поділитися навіть зі своєю дівчиною Тоні.

## У ролях
- Кліфф Річард — Нікі
- Роберт Морлі — Гамільтон Блек
- Керол Грей — Тоні
- Джет Гарріс — The Shadows, бас-гітара
- Генк Б. Марвін — The Shadows, гітара
- Тоні Міен — The Shadows, барабани
- Брюс Велш — The Shadows, ритм-гітара
- Тедді Грін — Кріс
- Річард О'Салліван — Ернест
- Мелвін Гейес — Джиммі
- Аннетт Робертсон — Барбара
- Робертсон Геа — шофер
- Соня Кордо — Дорінда
- Шон Салліван — Едді
- Гарольд Скотт — Денч
- Джералд Гарпер — Воттс
- Ріта Вебб — жінка в маркеті